# Aporops
Aporops is een monotypisch geslacht van straalvinnige vissen uit de familie van zaag- of zeebaarzen (Serranidae). Het geslacht is voor het eerst wetenschappelijk beschreven in 1943 door Schultz.

## Soort
- Aporops bilinearis Schultz, 1943